# Alireza Bayram

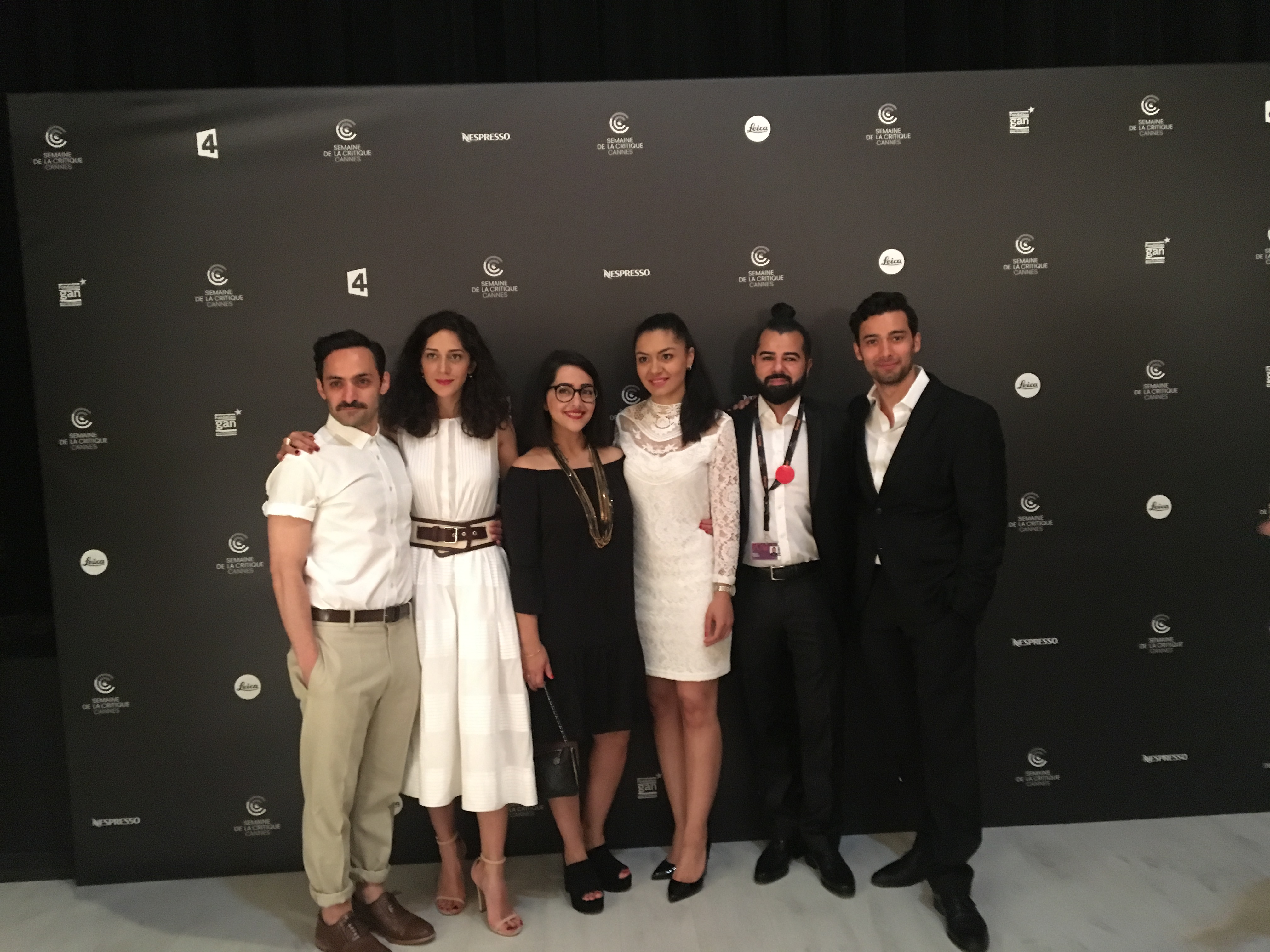
Alireza Bayram (Erster von links) bei den Internationalen Filmfestspielen in Cannes 2017 mit dem Cast von Tehran Taboo

Alireza Bayram (* 4. Juni 1984 in Teheran) ist ein iranisch-schweizerischer Schauspieler.

## Leben
Nach Abschluss der Sekundarschule 2001 in Oberengstringen begann der Zürcher Schauspieler Alireza Bayram 2007 seine schauspielerische Karriere in Basel. Dort arbeitete er mit den Regisseuren Matthias Mooij und Sebastian Nübling sowie der Choreografin Tabea Martin am Jungen Theater Basel. Es folgten weitere Engagements am Schauspielhaus Zürich, in der Roten Fabrik Zürich und in der Garage X Wien. Produktionen aus dieser Zeit gastierten u. a. am Theater Chur, am Hessischen Staatstheater Wiesbaden und am TaK Theater am Kirchplatz in Schaan.
Parallel zu seinen Theaterarbeiten begann Alireza Bayram 2007 auch erfolgreich im Bereich Film zu arbeiten. Zunächst war er in Abschlussfilmen der Zürcher Filmhochschule (Zürcher Hochschule der Künste) zu sehen, u. a. in Landleben (2007) und Die Hälfte der Welt (2013), die beide im Wettbewerb des Filmfestivals Locarno gezeigt wurden. Für die Rolle des Martin in Wer bruucht scho’s Meer? erhielt er im Rahmen des Upcoming Filmfestivals 2014 den Spezialpreis für seine schauspielerische Leistung. Der Abschlussfilm Parvaneh wurde 2013 mit dem Student Academy Award ausgezeichnet und war zwei Jahre später für den Oscar in der Kategorie bester Kurzfilm nominiert. Seinen ersten Fernsehauftritt hatte Alireza Bayram im Tatort an der Seite von Wotan Wilke Möhring im Jahr 2014. Anschließend war er 2015 in der durchgehenden Rolle des Qasim (sieben Episoden) in der US-amerikanischen Serie Homeland zu sehen. Im Februar 2016 feierte die an der HFF München entstandene Produktion thumb an der Diagonale in Graz Premiere. Bei den Internationalen Filmfestspielen in Cannes 2017 lief der Film Tehran Taboo im Wettbewerb "Semaine de la critique", in welchem Alireza Bayram die Rolle des Banker Mohsen verkörpert. Der Regisseur des Films Ali Soozandeh wurde ferner für die "Caméra d’Or" nominiert.
Nebenbei studiert er seit 2014 Filmregie an der Zürcher Hochschule der Künste.
Alireza Bayram lebt in Zürich und Berlin.

## Theater
- 2007 Nettes Leben Junges Theater Basel (Regie: Matthias Mooij, Choreografie: Tabea Martin)
- 2008 Karim-Terrorist Diplominszenierung Zürcher Hochschule der Künste (Regie: Eva Rottmann)
- 2010 Das Leben ist eigentlich schön Schauspielhaus Zürich (Regie: Sibylle Burkhart / Klaus Brömmelmeier)
- 2009 Matz&Milad Stückentwicklung von Eva Rottmann, Anne-Catrine Studer und Alireza Bayram
- 2010 Punk Rock Junges Theater Basel (Regie: Sebastian Nübling)
- 2012 Ein David Lynch Abend Schauspielhaus Zürich (Regie: Anja Kerschkewicz)
- 2012 Verrücktes Blut Übernahme für das Theater Garage X Wien (Regie: Volker Schmidt)
- 2013 Offshore – Ereignis 1 Rote Fabrik Zürich (Regie: Verena E. Weiss)
- 2013 Fort Yuma Treibstoff Theatertage Basel (Regie: Anna Fries / Markus Schäfer)
- 2013 Bambi Vorstadttheater Basel (Regie: Matthias Grupp)
- 2017 Statt Kino "Titanic" Bernhard Theater Zürich (Live-Synchronisation, Regie: Dominik Locher)

## Filmografie
- 2007: Landleben (Kurzfilm) – Regie Lukas Egger
- 2012: Parvaneh (Kurzfilm) – Regie Talkhon Hamzavi
- 2014: Die Hälfte der Welt (Kurzfilm) – Regie Jerôme Furrer
- 2014: Tatort – Die Feigheit des Löwen (Fernsehfilm) – Regie Marvin Kren
- 2015: Homeland (Fernsehserie, 7 Episoden) – Regie Lesli Linka Glatter, Alex Graves, Dan Attias, Tucker Gates, Seith Mann
- 2017: SOKO Leipzig (Fernsehserie) – Regie Robby Del Maestro
- 2017: Tatort – Land in dieser Zeit (Fernsehfilm) – Regie Markus Imboden
- 2017: Tatort – Am Ende geht man nackt (Fernsehfilm) – Regie Markus Imboden
- 2017: Teheran Tabu (Tehran Taboo) (Kinofilm) – Regie Ali Soozandeh
- 2017: Der Kriminalist – Die offene Tür (Fernsehserie, 90-Minuten-Special) – Regie Züli Aladag
- 2018: The Team II (Fernsehserie, 8 Episoden)
- 2019: Der Bestatter (Fernsehserie, eine Episode)
- 2019: Das Ende der Wahrheit
- 2019: jerks. – Regie Christian Ulmen
- 2022: Alle reden übers Wetter